# Chansonnette (Kaprálová)
Písnička
La Chansonnette (en tchèque : Písnička) est une pièce pour piano de la compositrice tchèque Vítězslava Kaprálová écrite en 1936.

## Contexte
Vítězslava Kaprálová compose sa Chansonnette alors qu'elle prépare le brevet d'état d'aptitude pédagogique pour le piano. La Chansonnette est publiée dans le recueil des Compositions moraves pour la jeunesse par la maison d'édition MelPa.

## Analyse
La pièce, de forme lied et dans la tonalité de do majeur est une miniature pour piano aux accents orientaux.